# Речные хвостоколы (род)
Речные хвостоколы (лат. Potamotrygon) — род скатов одноимённого семейства из отряда хвостоколообразных, представители которого обитают исключительно в пресных водах Южной Америки.

## Описание

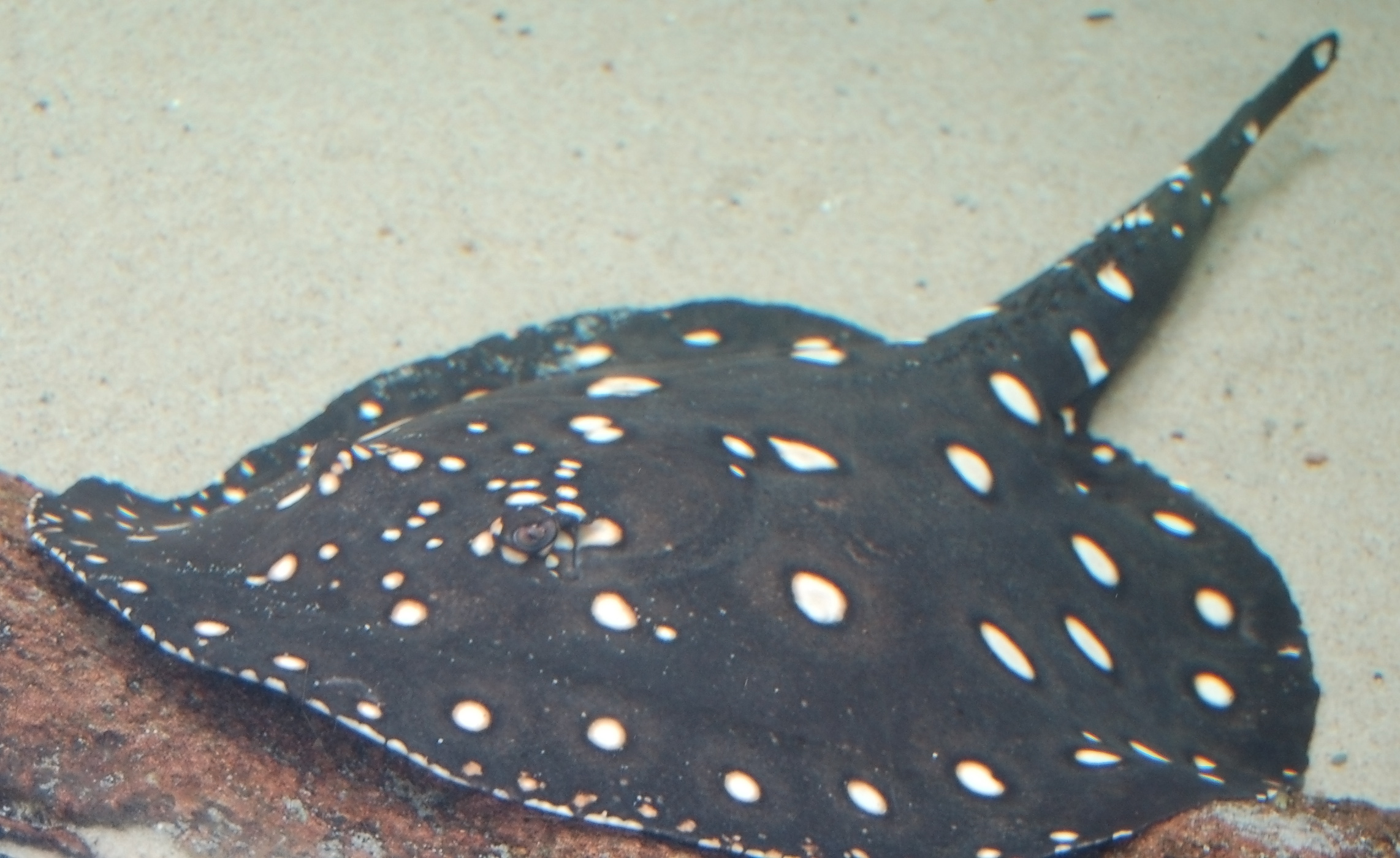
Potamotrygon leopoldi

Широкие грудные плавники речных хвостоколов срастаются с головой и образуют овальный диск. Спинные плавники и хвостовой плавник отсутствуют. Хвост довольно короткий и толстый по сравнению с другими представителями семейства. На его дорсальной поверхности имеется ядовитый шип. Каждые 6—12 месяцев он обламывается и на его месте вырастает новый. У основания шипа расположены железы, вырабатывающие яд, который распространяется по продольным канавкам. В обычном состоянии шип покоится в углублении из плоти, наполненном слизью и ядом. Речные хвостоколы — одни из самых опасных пресноводных рыб в своём ареале, однако, они не агрессивны, если на них не наступить.
Окраска тела чаще коричневого, серого или чёрного цвета с рисунком из цветных крапин, пятен или завитков. Длина тела составляет в зависимости от вида от 25 см (Potamotrygon schuhmacheri) до 1,5 м (Potamotrygon brachyura). Дорсальная поверхность диска покрыта чешуёй. 

## Распространение
Речные хвостоколы обитают исключительно в тропической зоне Южной Америки. Они живут только в реках, впадающих в Атлантику или в Карибское море, за исключением Сан-Франсиску. Большинство видов живёт только в системе реки, некоторые виды являются эндемиками определённой реки (например, Potamotrygon leopoldi). Немногие виды, такие как Potamotrygon motoro и Potamotrygon orbignyi, имеют область распространения, включающую несколько речных систем.

## Размножение
Речные хвостоколы — это живородящие рыбы (яйцеживородящие). Оплодотворение внутреннее. Чаще на свет рождается от 2-х до 7, реже до 12 мальков. Исследования показали, что на репродуктивный цикл этих скатов влияет гидрологический цикл. В дикой природе беременность длится 3—12 месяцев в зависимости от вида, а в неволе 9—12. Новорожденные появляются на свет полностью сформированными и готовыми к самостоятельной жизни.

## Классификация
Название рода, как и семейства происходит от слов др.-греч. ποταμός — «река» и др.-греч. τρίγων — «хвостокол». 
- - Potamotrygon amandae Loboda & Carvalho, 2013
  - Potamotrygon boesemani Rosa, Carvalho & Almeida Wanderley, 2008
  - Potamotrygon brachyura (Günther, 1880) — Короткохвостый речной хвостокол
  - Potamotrygon constellata (Vaillant, 1880
  - Potamotrygon falkneri Castex & Maciel, 1963
  - Potamotrygon henlei (Castelnau, 1855)
  - Potamotrygon humerosa Garman, 1913
  - Potamotrygon hystrix (J. P. Müller & Henle, 1834) — Обыкновенный речной хвостокол
  - Potamotrygon leopoldi Castex & Castello, 1970
  - Potamotrygon limai Fontenelle, J. P. C. B. da Silva & Carvalho, 2014
  - Potamotrygon magdalenae (A. H. A. Duméril, 1865) — Речной хвостокол Магдалены
  - Potamotrygon marinae Deynat, 2006
  - Potamotrygon motoro (J. P. Müller & Henle, 1841) — Глазчатый хвостокол[5]
  - Potamotrygon ocellata (Engelhardt, 1912)
  - Potamotrygon orbignyi (Castelnau, 1855)
  - Potamotrygon pantanensis Loboda & Carvalho, 2013
  - Potamotrygon schroederi Fernández-Yépez, 1958 — Речной хвостокол Шрёдера
  - Potamotrygon schuhmacheri Castex, 1964
  - Potamotrygon scobina Garman, 1913
  - Potamotrygon signata Garman, 1913
  - Potamotrygon tatianae J. P. C. B. da Silva & Carvalho, 2011
  - Potamotrygon tigrina Carvalho, Sabaj Pérez & Lovejoy, 2011
  - Potamotrygon yepezi Castex & Castello, 1970